# Margareta Wickman
Margareta Wickman, född Kitzing 4 juli 1919 i Oscars församling i Stockholm, död 18 april 2018 i Saltsjöbaden, var en svensk matskribent och kokboksförfattare.
Wickman var utbildad i teckning och ritning vid Tekniska skolan 1937–1939, verksam som kartritarlotta 1939–1940 och frilansade fram till 1943 då hon gifte sig med bankmannen Börje Wickman. Efter makens bortgång var hon 1971–1980 matredaktör i Vecko-Journalen och senare vid Göteborgs-Posten, Månadsjournalen och Allers.
I slutet av 1970-talet publicerade Wickman ett recept på en chokladkaka hon funnit i Paris vilket kan ha lagt grunden till den svenska "Kladdkakan".